# Janisa Johnson
Janisa Johnson (Long Beach, 22 settembre 1991 – Long Beach, 25 maggio 2024) è stata una pallavolista e giocatrice di beach volley statunitense, nel ruolo di schiacciatrice.

## Biografia
Janisa Johnson, figlia di Anthony Johnson e Angelica Seales, nasce a Long Beach. Si diploma alla Woodrow Wilson High School, dove gioca anche a calcio e beach volley, nel 2008; in seguito studia sociologia alla California State University, Long Beach. Muore di cancro al colon nel maggio 2024.

## Carriera

### Pallavolista

#### Club
La carriera di Janisa Johnson inizia nei tornei scolastici della California, col la Woodrow Wilson HS. Dopo il diploma gioca per la CSU Long Beach, impegnata in NCAA Division I, dal 2009 al 2012. Nella stagione 2015-16 firma il suo primo contratto professionistico in Germania col Köpenicker, club impegnato in 1. Bundesliga, mentre nella stagione seguente gioca nella Lentopallon Mestaruusliiga finlandese con l'Oriveden Ponnistus.
Approda in Francia nel campionato 2017-18, vestendo la maglia del Béziers, in Ligue A, aggiudicandosi lo scudetto; conclusi gli impegni con la formazione transalpina, gioca nelle Filippine col BaliPure per la PVL Reinforced Conference 2018. Fa quindi ritorno al Béziers nel campionato seguente e, nel mezzo delle due annate trascorse con le transalpine, partecipa alla PVL Reinforced Conference 2019, vincendo il torneo e venendo eletta MVP con il Petro Gazz.
Nella stagione 2020-21 si trasferisce in Polonia, dove difende i colori del Radomka, in Liga Siatkówki Kobiet: nel marzo 2021 è costretta a lasciare anzitempo la formazione di Radom, dopo una diagnosi di cancro al colon. Riesce a tornare in campo nel campionato 2022-23, ingaggiata dalle spagnole dell'Heidelberg nella Superliga Femenina de Voleibol, dove conclude la sua carriera da giocatrice a causa del ritorno con forza della malattia.

### Allenatrice
Nel 2013, conclusa la propria eleggibilità come giocatrice universitaria, ricopre il suo di assistente allenatrice alla CSU Long Beach.

### Beach volley
Fa anche parte del programma di beach volley della sua università nel 2012 e nel 2014, giocando in coppia con Tyler Jackson.

## Palmarès

### Club
- Campionato francese: 1

2017-18
- PVL Reinforced Conference: 1

2019

### Premi individuali
- 2019 - PVL Reinforced Conference: MVP